# Trebnje (plaats)
Trebnje is een plaats in Slovenië en maakt deel uit van de gelijknamige gemeente in de NUTS-3-regio Jugovzhodna Slovenija. De plaats telde 3.927 inwoners op 1 januari 2020.